# Musicalta
Musicalta est un festival de musique classique et une académie de musique classique, créé en 1996 à Lapoutroie par un couple de musiciens. Musicalta a lieu chaque année entre le 15 juillet et le 15 août en Alsace dans la communauté de communes du pays de Rouffach. 
Une des originalités de Musicalta est de proposer simultanément un festival doublé d'une académie d'été internationale dans un milieu dit rural sous des formes annoncées comme attractives (contenu artistique, lieux, tarifs d'accès aux publics...).
Parallèlement au Festival, Musicalta organise des concerts dans l'année tout comme le récital de Maxim Vengerov, donné le 23 février 2013 au Théâtre des Champs-Élysées à Paris,.
Fin 2014, Musicalta créée Musicalta International Art Management. Agence d'artistes.

## Projet
L'ambition du projet est de porter la musique à son plus haut niveau en plein cœur du milieu rural alsacien, loin des centres urbains de diffusion et de formation habituels.

## Historique
C'est en 1994, autour d'un concert et d'une classe de violon dans les montagnes des Vosges alsaciennes à Lapoutroie puis à Labaroche et aux Trois-Épis, que se crée l'événement. 
En 1995, le festival obtient son premier budget : 14 000 FR (env. 2100 €) ce qui permet l'organisation de cinq concerts.
En 1996, «ALTA » s'unit avec «MUSIQUE » : la marque « MUSICALTA » est déposée.
Entre 1996 et 2000, le Festival invite des artistes de réputation tels que le Quatuor Debussy, Gilles Apap, Hervé Billaut, Philippe Bernold... Parallèlement, l'Académie passe de 20 à 120 élèves avec plus de 15 professeurs et un nouveau besoin apparaît : celui de nouveaux locaux.
En 2001, Musicalta descend vers la plaine d'Alsace dans le Pays de Rouffach, Vignobles et Châteaux où la manifestation trouve des capacités d'accueil adaptées à l'accueil de nombreux publics et un patrimoine naturel et architectural situé sur la Route des vins d'Alsace.

## Le festival
Le Festival Musicalta a attiré 8000 spectateurs en 2012. Il se déroule actuellement dans la communauté de communes du pays de Rouffach. Un concert du Festival est donné également aux Dominicains de Guebwiller chaque année.
Autour de cet axe fort, Musicalta propose de nombreux accès libres en de nombreuses déclinaisons :
- Concerts d’étudiants avec plus de 40 concerts gratuits sur le territoire, du simple récital au concert avec orchestre et chœur.
- Rencontres avec les artistes concertistes à l’issue de chaque grand concert
- Conférences et/ou promenades dirigées par des musicologues, médecins, luthiers, ethnologues etc.  autour de la musique (Gestion du stress, musique et patrimoine...)
- Ateliers découverte autour des métiers de la musique : luthiers, archetiers, éditeurs spécialisés etc.

Le directeur artistique Francis Duroy propose une programmation ouverte sur un répertoire parcourant plusieurs siècles de musique. À Musicalta, les œuvres musicales du XVIIIe siècle voisinent avec la création contemporaine, les musiques actuelles ou encore la musique électroacoustique. Le Festival a vu les résidences de P. Leroux, M. Levinas, W. Motz, S. Giraud, N. Vérin, P. Mefano, J. Y. Park, C. Lauba (et N. Bacri en 2013)... aboutir à de multiples créations. Musicalta, c'est aussi une programmation en lien avec les compositeurs oubliés, dont l'hommage à Charles Koechlin en 2000 et à Guillaume Lekeu en 2002.

### Les artistes invités
Dès l'origine, aux Trois-Épis, à Labaroche puis à Rouffach, le Festival a accueilli des formations et des solistes de réputation dont : Valérie Aimard, Gilles Apap, Enrique Batiz, Philippe Bernold, Michel Bourdoncle, Renaud Capuçon, Jean-Philippe Collard, Claire Désert, Jérôme Ducros, Augustin Dumay, Francis Duroy, Brigitte Engerer, Fine Arts Quartet], Anne Gastinel, Emma Johnson, Hugues Leclère, Michaël Levinas, Jean-Frédéric Neuburger, Jérôme Pernoo, Ingrid Perruche, Roland Pidoux, Gérard Poulet, Luigi Puddu, Quatuor Archimède, le Quatuor Debussy, Roman Revueltas, Alexandre Tharaud, Tatiana Vassilieva ainsi que l'orchestre symphonique de San Luis Potosi (Mexique), l'orchestre Istropolitana de Bratislava (Slovaquie), l'orchestre lyrique d'Avignon-Provence (France), la Philharmonie de Baden-Baden, l'orchestre symphonique de Mulhouse, etc.

## L'Académie
Le 1er stage de musique a eu lieu en 1994 et ne concernait que le violon. L'année suivante, une classe de musique de chambre a été ouverte. L'académie Musicalta existe, elle, depuis 1996. À ces débuts composés d'une vingtaine d'élèves, le stage de musique Musicalta en compte depuis 2006 entre 300 et 370 par an répartis en 2 sessions de 10 jours avec plus de 50 professeurs. L'Académie accueille des étudiants de tous âges, tous niveaux, et venant du monde entier pour des cours avec des professeurs. Elle est certifiée centre de vacances et organisme de formation professionnelle. 
Plusieurs activités sont proposées et ouvertes à tous en compléments des cours d'instruments. Elles peuvent être gratuites comme le grand ensemble de cordes, les ateliers d'éveil corporel, les ateliers vocaux (chœurs mixte et à voix égales), des ateliers de composition, des conférences, etc. Le stage de musique Musicalta propose aussi des ateliers complémentaires au cours comme la musique de chambre, la gestion du trac et du stress, une initiation à la technique Alexander...
Depuis 2017, l'académie Musicalta s'est étendue à Lyon. En effet, au printemps, la ville est le théâtre de classes de maître avec des artistes de renom tels que Philippe Bernold, Gilles Millet, Marc Danel, Yovan Markovitch ou encore Jérôme Pernoo.

## Les Grandes Scènes
Les Grandes Scènes Musicalta ont vu le jour lors du 1er concert de la série au Théâtre des Champs-Elysées avec Maxim Vengerov le 23 février 2013.
Depuis, plusieurs concerts sont programmés avec des artistes comme David Garrett, Igudesman & joo, Maxim Vengerov, Julien Quentin, Itamar Golan dans des salles à Lyon et à Paris : Salle Pleyel, Bourse du travail et l'Olympia en Janvier 2016.